# Suttungr
Suttungr  är en av Saturnus månar. Den upptäcktes av John J. Kavelaars och Brett Gladman 2000, och gavs den tillfälliga beteckningen S/2000 S 12. Den heter också Saturn XXIII. 
Satelliten namngavs först som Suttung i ett IUA-cirkulär.  Den fick sitt namn av jätten med samma namn i nordisk mytologi. Senare bestämde arbetsgruppen för nomenklaturfrågor att lägga till nominativändelsen -r till grundformen.  Därav Suttungr.
Suttungr är 5,6 kilometer i diameter och har ett genomsnittligt avstånd på 19 465 000 kilometer från Saturnus. Det tar 1029,703 dagar för Suttungr att kretsa ett varv kring Saturnus.